# Korenveld onder onweerslucht
Korenveld onder onweerslucht is een schilderij van de Nederlandse schilder Vincent van Gogh. Het werk dateert uit 1890, is geschilderd in olieverf op doek en meet 100 bij 50 cm.
Van Gogh schilderde een aantal landschappen met korenvelden op een ongebruikelijk, langwerpig formaat. In een brief aan zijn broer Theo schreef hij over deze doeken: 'Het zijn enorme uitgestrekte korenvelden onder woeste luchten en ik heb welbewust geprobeerd er triestheid, extreme eenzaamheid in uit te drukken'.